# العلاقات السلوفينية المولدوفية
العلاقات السلوفينية المولدوفية هي العلاقات الثنائية التي تجمع بين سلوفينيا ومولدوفا.

## مقارنة بين البلدين
هذه مقارنة عامة ومرجعية للدولتين:
| وجه المقارنة                                              | سلوفينيا                                                      | مولدوفا                           |
| --------------------------------------------------------- | ------------------------------------------------------------- | --------------------------------- |
| المساحة (كم2)                                             | 20.27 ألف                                                     | 33.85 ألف                         |
| عدد السكان (نسمة)                                         | 2.07 مليون                                                    | 2.55 مليون                        |
| الكثافة السكانية (ن./كم²)                                 | 102.12                                                        | 75.33                             |
| العاصمة                                                   | ليوبليانا                                                     | كيشيناو                           |
| اللغة الرسمية                                             | اللغة السلوفينية، اللغة الإيطالية، لغة مجرية                  | اللغة المولدوفية، اللغة الرومانية |
| العملة                                                    | يورو، تولار سلوفيني                                           | ليو مولدوفي                       |
| الناتج المحلي الإجمالي (بليون دولار)                      | 48.77 مليار                                                   | 8.13 مليار                        |
| الناتج المحلي الإجمالي (تعادل القوة الشرائية) بليون دولار | 66.01 مليار                                                   | 17.94 مليار                       |
| الناتج المحلي الإجمالي الاسمي للفرد دولار أمريكي          | 20.73 ألف                                                     | 3.65 ألف                          |
| الناتج المحلي الإجمالي للفرد دولار أمريكي                 | 30.40 ألف                                                     | 4.98 ألف                          |
| مؤشر التنمية البشرية                                      | 0.880                                                         | 0.693                             |
| رمز المكالمات الدولي                                      | +386                                                          | +373                              |
| رمز الإنترنت                                              | .si                                                           | .md                               |
| المنطقة الزمنية                                           | توقيت وسط أوروبا، ت ع م+01:00، ت ع م+02:00، أوروبا/ليوبليانا ‏ | ت ع م+02:00، ت ع م+03:00          |

## منظمات دولية مشتركة
يشترك البلدان في عضوية مجموعة من المنظمات الدولية، منها:
| علم المنظمة | اسم المنظمة                               | تاريخ انضمام سلوفينيا | تاريخ انضمام مولدوفا |
| ----------- | ----------------------------------------- | --------------------- | -------------------- |
|             | وكالة ضمان الاستثمار متعدد الأطراف        | 19 مارس 1993          | 9 يونيو 1993         |
|             | الأمم المتحدة                             | 22 مايو 1992          | 2 مارس 1992          |
|             | الفريق المعني برصد الأرض                  | ?                     | ?                    |
|             | منظمة حظر الأسلحة الكيميائية              | ?                     | ?                    |
|             | منظمة التجارة العالمية                    | ?                     | ?                    |
|             | منظمة الشرطة الجنائية الدولية             | ?                     | ?                    |
|             | منظمة الأمن والتعاون في أوروبا            | 24 مارس 1992          | 30 يناير 1992        |
|             | مؤسسة التنمية الدولية                     | 25 فبراير 1993        | 14 يونيو 1994        |
|             | يونسكو                                    | 27 مايو 1992          | 27 مايو 1992         |
|             | مجلس أوروبا                               | ?                     | ?                    |
|             | الاتحاد البريدي العالمي                   | ?                     | ?                    |
|             | البنك الدولي للإنشاء والتعمير             | 25 فبراير 1993        | 12 أغسطس 1992        |
|             | الاتحاد الدولي للاتصالات                  | 16 يونيو 1992         | 20 أكتوبر 1992       |
|             | مؤسسة التمويل الدولية                     | 25 فبراير 1993        | 10 مارس 1995         |
|             | المنظمة الأوروبية لسلامة الملاحة الجوية   | 1995                  | 2000                 |
|             | المركز الدولي لتسوية المنازعات الاستشارية | 6 أبريل 1994          | 4 يونيو 2011         |

## وصلات خارجية
- موقع وزارة الخارجية السلوفينية
- موقع وزارة الخارجية المولدوفية